# نورت دام دو روزايري (كيبك)
نورت دام دو روزايري (بالإنجليزية: Notre-Dame-du-Rosaire, Quebec)‏ هي بلدية محلية في كيبيك تقع في كندا في Montmagny Regional County Municipality. يقدر عدد سكانها بـ 384 نسمة ومساحتها 163.10 كم2 .